# São Clemente de Basto
São Clemente de Basto ist eine Gemeinde im Norden Portugals, rund 85 Kilometer nordöstlich von Porto.
São Clemente de Basto gehört zum Kreis Celorico de Basto im Distrikt Braga, besitzt eine Fläche von 15,4 km² und hat 1381 Einwohner (Stand 19. April 2021). Am 12. Juli 2001 wurde der Ort zur Vila (dt.: Kleinstadt) unter dem Namen Gandarela de Basto erhoben.